# اولیویه واندوورد
اولیویه واندوورد (انگلیسی: Olivier Vandevoorde؛ زادهٔ ۷ اوت ۱۹۶۹) بازیکن فوتبال اهل فرانسه است.
از باشگاه‌هایی که در آن بازی کرده‌است می‌توان به باشگاه فوتبال آنژه اشاره کرد.